# Atlanta Hawks 2001-2002
La stagione 2001-02 degli Atlanta Hawks fu la 53ª nella NBA per la franchigia.
Gli Atlanta Hawks arrivarono sesti nella Central Division della Eastern Conference con un record di 33-49, non qualificandosi per i play-off.

## Roster
| N° | Naz.                   | Ruolo | Sportivo            | Anno | Alt. | Peso |
| -- | ---------------------- | ----- | ------------------- | ---- | ---- | ---- |
| 0  | Stati Uniti (bandiera) | A     | Dickey Simpkins     | 1972 | 206  | 112  |
| 1  | Stati Uniti (bandiera) | A     | DerMarr Johnson     | 1980 | 206  | 91   |
| 2  | Stati Uniti (bandiera) | C     | Nazr Mohammed       | 1977 | 208  | 100  |
| 3  | Stati Uniti (bandiera) | A     | Shareef Abdur-Rahim | 1976 | 206  | 102  |
| 4  | Stati Uniti (bandiera) | A     | Chris Crawford      | 1975 | 206  | 107  |
| 5  | Stati Uniti (bandiera) | G     | Dion Glover         | 1978 | 196  | 103  |
| 6  | Stati Uniti (bandiera) | A     | Cal Bowdler         | 1977 | 208  | 111  |
| 7  | Croazia (bandiera)     | A     | Toni Kukoč          | 1968 | 208  | 87   |
| 11 | Stati Uniti (bandiera) | G     | Jacque Vaughn       | 1975 | 185  | 86   |
| 13 | Finlandia (bandiera)   | C     | Hanno Möttölä       | 1976 | 211  | 112  |
| 14 | Stati Uniti (bandiera) | A     | Ira Newble          | 1975 | 201  | 100  |
| 15 | Stati Uniti (bandiera) | G     | Emanual Davis       | 1968 | 193  | 88   |
| 30 | Stati Uniti (bandiera) | A     | Mark Strickland     | 1970 | 206  | 95   |
| 31 | Stati Uniti (bandiera) | G     | Jason Terry         | 1977 | 188  | 80   |
| 35 | Stati Uniti (bandiera) | A     | Reggie Slater       | 1970 | 201  | 98   |
| 41 | Stati Uniti (bandiera) | C     | Leon Smith          | 1980 | 208  | 107  |
| 42 | Stati Uniti (bandiera) | AC    | Theo Ratliff        | 1973 | 208  | 102  |
| 44 | Stati Uniti (bandiera) | A     | Alan Henderson      | 1972 | 206  | 107  |

## Staff tecnico
- Allenatore: Lon Kruger
- Vice-allenatori: Gar Heard, Rick Mahorn, Eric Musselman